# Самоцветов, Анатолий Васильевич
Анато́лий Васи́льевич Самоцве́тов (27 ноября 1932, Иркутск, Восточно-Сибирский край — 17 августа 2014) — советский легкоатлет, бронзовый призёр Олимпийских игр. Мастер спорта СССР (1955). Заслуженный мастер спорта СССР.

## Карьера
Спортом начал заниматься под руководством тренера Фетисова в 1950 году во время учёбы в талды-курганской средней школе. Окончив её с золотой медалью, в 1952-м поступил в Московский авиационный институт, где и продолжил заниматься спортом.
На Олимпиаде в Мельбурне в 1956 году участвовал в соревновании метателей молота и завоевал бронзовую медаль. На следующей Олимпиаде стал седьмым.
На Универсиаде в 1959 году выиграл серебро, уступив венгру Дьюле Живоцки.
Четыре раза становился вторым на чемпионате СССР.

## Дополнительные сведения
Похоронен на Митинском кладбище г. Москвы.

## Награды
- Медаль «За трудовое отличие» (27.04.1957) — «за успехи, достигнутые в деле развития массового физкультурного движения в стране, повышения мастерства советских спортсменов, и успешное выступление на международных соревнованиях»